# Institut Mines-Télécom Business School
Die Institut Mines-Télécom Business School (IMT-BS) ist eine öffentliche, staatlich anerkannte wissenschaftliche Wirtschaftshochschule. Die Hochschule führt transnationale Bachelor-, Master-, Promotions- und MBA-Programme sowie Seminare zur Weiterbildung von Managern durch.
Der Studiengang „Master in Management“ wird von der Financial Times weltweit auf dem 61. Rang gelistet. Die IMT-BS ist weltweit dreifach akkreditiert durch die AACSB, die Conférence des grandes écoles und die AMBA.